# Seznam dílů seriálu Kirby Buckets
Toto je seznam dílů seriálu Kirby Buckets.

## Přehled řad
| Řada | Díly | Premiéra v USA | Premiéra v USA | Premiéra v ČR   | Premiéra v ČR |
| Řada | Díly | První díl      | Poslední díl   | První díl       | Poslední díl  |
| ---- | ---- | -------------- | -------------- | --------------- | ------------- |
| 1    | 21   | 20. října 2014 | 19. srpna 2015 | 28. května 2016 | 5. února 2017 |
| 2    | 25   | 7. října 2015  | 29. srpna 2016 | 12. února 2017  | 3. února 2021 |
| 3    | 13   | 16. ledna 2017 | 2. února 2017  | bude oznámeno   | bude oznámeno |

## Seznam dílů

### První řada (2014–2015)
| Č. v seriálu | Č. v řadě | Původní název                       | Český název                         | Režie                | Scénář                   | Premiéra v USA     | Premiéra v ČR     | Prod. kód |
| ------------ | --------- | ----------------------------------- | ----------------------------------- | -------------------- | ------------------------ | ------------------ | ----------------- | --------- |
| 1            | 1         | Cars, Buses and Lawnmowers          | Auta, autobusy a sekačky na trávu   | Walt Becker          | Mike Alber a Gabe Snyder | 20. října 2014     | 28. května 2016   | 101       |
| 2            | 2         | Flice of the Living Dead            | Noc oživlých bleší                  | Savage Steve Holland | Shawn Simmons            | 27. října 2014     | 25. srpna 2016    | 105       |
| 3            | 3         | The Legend of Prank Williams, Jr.   | Legenda o žertu Williamsovi Mladším | David Kendall        | Joe Stillman             | 3. listopadu 2014  | 29. května 2016   |           |
| 4            | 4         | The Year of Fridays                 | Rok Pátků                           | Walt Becker          | Kristofor Brown          | 10. listopadu 2014 | 4. června 2016    |           |
| 5            | 5         | Kirby Almighty                      | Kirby všemohoucí                    | Savage Steve Holland | Joe Stillman             | 17. listopadu 2014 | 5. června 2016    |           |
| 6            | 6         | Killer Puppies                      | Štěně zabiják                       | Walt Becker          | Mike Alber a Gabe Snyder | 24. listopadu 2014 | 11. června 2016   | 102       |
| 7            | 7         | Art Attack                          | Umění útočí                         | Steven Tsuchida      | Nicole Shabtai           | 1. prosince 2014   | 12. června 2016   |           |
| 8            | 8         | Kirby's Choice                      | Kirbyho volba                       | Steven Tsuchida      | Ed Bedrosian             | 2. února 2015      | 18. června 2016   | 107       |
| 9            | 9         | Mac's Back                          | Makův návrat                        | Eyal Gordin          | Mike Alber a Gabe Snyder | 9. února 2015      | 19. června 2016   | 111       |
| 10           | 10        | Kick the Buckets                    | Kirby za mřížemi                    | David Kendall        | Joe Stillman             | 23. února 2015     | 25. června 2016   | 109       |
| 11           | 11        | It's a Brad, Brad, Brad, Brad World | Bradův svět                         | Eyal Gordin          | Shawn Simmons            | 16. března 2015    | 26. června 2016   | 110       |
| 12           | 12        | Gimme Some Room                     | Nový pokoj                          | Alex Winter          | Nicole Shabtai           | 23. března 2015    | 2. července 2016  | 112       |
| 13           | 13        | Day of the Cat                      | Život pro kočku                     | Jay Karas            | Steve Leff               | 6. dubna 2015      | 3. července 2016  | 114       |
| 14           | 14        | The Rise and Fall of 4th Period     | Vzestup a pád 4. hodiny             | Jay Karas            | Shawn Simmons            | 17. června 2015    | 9. července 2016  |           |
| 15           | 15        | The Hurt Box                        | Schránka Pravdy                     | Jay Karas            | Shawn Simmons            | 24. června 2015    | 10. července 2016 | 116       |
| 16           | 16        | Get a Grip                          | Hlavu vzhůru                        | Eyal Gordin          | Kevin Garnett            | 1. července 2015   | 16. července 2016 | 117       |
| 17           | 17        | All Hands on Dexter                 | Dexter mezi námi                    | Alex Winter          | Ed Bedrosian             | 8. července 2015   | 17. července 2016 | 113       |
| 18           | 18        | The AV Kid                          | AV kluk                             | bude oznámeno        | Mike Alber a Gabe Snyder | 15. července 2015  | 23. července 2016 |           |
| 19           | 19        | The Mother of All Lies              | Matka všech lží                     | Walt Becker          | Joe Stillman             | 22. července 2015  | 24. července 2016 |           |
| 20           | 20        | Send in the Clowns                  | Klauni v akci                       | David Kendall        | Ed Bedrosian             | 12. srpna 2015     | 30. července 2016 | 120       |
| 21           | 21        | Viva la Dad                         | Ať žije taťka                       | David Kendall        | Ed Bedrosian             | 19. srpna 2015     | 5. února 2017     | 103       |

### Druhá řada (2015–2016)
| Č. v seriálu | Č. v řadě | Původní název                      | Český název                     | Režie                | Scénář                     | Premiéra v USA     | Premiéra v ČR    | Prod. kód |
| ------------ | --------- | ---------------------------------- | ------------------------------- | -------------------- | -------------------------- | ------------------ | ---------------- | --------- |
| 22           | 1         | Failure to Launch                  | Start s problémy                | Eyal Gordin          | Mike Alber a Gabe Snyder   | 7. října 2015      | 19. února 2017   | 201       |
| 23           | 2         | The Gil in My Life                 | Můj život s Gilem               | David Kendall        | Timothy Stack              | 14. října 2015     | 26. února 2017   | 204       |
| 24           | 3         | The School Spirit                  | Školní duch                     | Eyal Gordin          | Kristofor Brown            | 21. října 2015     | 12. února 2017   | 202       |
| 25           | 4         | War and Pizza                      | Bratrstvo Pizzy                 | Linda Mendoza        | Shawn Simmons              | 28. října 2015     | 5. března 2017   | 205       |
| 26           | 5         | The Kirbinator                     | Kirbynátor                      | Linda Mendoza        | JD Ryznar                  | 4. listopadu 2015  | 12. března 2017  | 206       |
| 27           | 6         | Balloonacy!                        | Klaun!                          | David Kendall        | Farhan Arshad              | 18. listopadu 2015 | 19. března 2017  | 208       |
| 28           | 7         | Kirby Sells Out                    | Umění na prodej                 | Eyal Gordin          | Kyle Mack                  | 25. listopadu 2015 | 26. března 2017  | 209       |
| 29           | 8         | It's a Kirbyful Life!              | Vánoční zázraky                 | David Kendall        | Marissa Berlin             | 30. listopadu 2015 | 5. prosince 2017 | 207       |
| 30           | 9         | Atta Boy                           | Plácanec                        | Jay Karas            | Ed Bedrosian               | 2. prosince 2015   | 2. dubna 2017    | 212       |
| 31           | 10        | I, Gregory                         | Já, Gregory                     | Eyal Gordin          | Mike Alber a Gabe Snyder   | 27. ledna 2016     | 9. dubna 2017    | 210       |
| 32           | 11        | Weekend with Inga                  | Víkend s Ingou                  | Jay Karas            | Shawn Simmons              | 10. února 2016     | 23. dubna 2017   | 211       |
| 33           | 12        | Ripper Impossible                  | Rejpal Impossible               | Eyal Gordin          | Ben Glass a Ross Zimmerman | 17. února 2016     | 30. dubna 2017   | 214       |
| 34           | 13        | Kirby to the Max                   | Kirby je po škole               | David Kendall        | Timothy Stack              | 24. února 2016     | 7. května 2017   | 215       |
| 35           | 14        | Oh Bros, Where Are Thou?           | Bratříčci, kde jste?            | David Kendall        | Marissa Berlin             | 2. března 2016     | 14. května 2017  | 216       |
| 36           | 15        | Twinsies                           | Dvojčata                        | Eyal Gordin          | Kyle Mack                  | 9. března 2016     | 21. května 2017  | 217       |
| 37           | 16        | Say Uncle                          | Strejda k pohledání             | Eyal Gordin          | JD Ryznar                  | 16. března 2016    | 28. května 2017  | 213       |
| 38           | 17        | When Mitchell Met Dad              | Když Mitchell potkal tátu       | Eyal Gordin          | Mike Alber a Gabe Snyder   | 23. března 2016    | 28. ledna 2021   | 218       |
| 39           | 18        | Mitchell's Gauntlet                | Mitchellovi hry                 | Savage Steve Holland | Mike Alber a Gabe Snyder   | 30. března 2016    | 28. ledna 2021   | 220       |
| 40           | 19        | Call of Doodie                     | Kirbyův archeloogický objev     | Joe Menendez         | Joe Stillman               | 20. června 2016    | 29. ledna 2021   | 221       |
| 41           | 20        | Tunnel Babies                      | Děti z tunelu                   | Joe Menendez         | JD Ryznar                  | 27. června 2016    | 29. ledna 2021   | 222       |
| 42           | 21        | Buckets of Money                   | Hory peněz                      | David Kendall        | Bijan Shams-Pirzadeh       | 11. července 2016  | 2. února 2021    | 224       |
| 43           | 22        | Torched                            | Olympijský oheň                 | David Kendall        | Ed Bedrosian               | 25. července 2016  | 1. února 2021    | 223       |
| 44           | 23        | Me Time: The Ballad of Mac and Mom | Můj čas: balada o Macovi a mámě | Savage Steve Holland | Shawn Simmons              | 15. srpna 2016     | 1. února 2021    | 219       |
| 45           | 24        | Battle of the Ballot               | Volební boj                     | Kristofor Brown      | Kristofor Brown            | 22. srpna 2016     | 2. února 2021    | 225       |
| 46           | 25        | The Goods                          | Máš na to                       | Kristofor Brown      | Mike Alber a Gabe Snyder   | 29. srpna 2016     | 3. února 2021    | 226       |

### Třetí řada (2017)
| Č. v seriálu | Č. v řadě | Původní název                             | Český název   | Režie                | Scénář                     | Premiéra v USA | Premiéra v ČR | Prod. kód |
| ------------ | --------- | ----------------------------------------- | ------------- | -------------------- | -------------------------- | -------------- | ------------- | --------- |
| 47           | 1         | Yep, This Is Happening                    | bude oznámeno | Kristofor Brown      | Mike Alber a Gabe Snyder   | 16. ledna 2017 | bude oznámeno | 301       |
| 48           | 2         | Bad Seed                                  | bude oznámeno | Mathew Rudenberg     | Kristofor Brown            | 17. ledna 2017 | bude oznámeno | 302       |
| 49           | 3         | Queen for a Dawn                          | bude oznámeno | Trish Sie            | Timothy Stack              | 18. ledna 2017 | bude oznámeno | 303       |
| 50           | 4         | Forest Hills Blues                        | bude oznámeno | Trish Sie            | Romanski                   | 19. ledna 2017 | bude oznámeno | 304       |
| 51           | 5         | Cool Chad                                 | bude oznámeno | Jay Karas            | Mike Alber a Gabe Snyder   | 20. ledna 2017 | bude oznámeno | 305       |
| 52           | 6         | The Unpranked                             | bude oznámeno | Jay Karas            | Ed Bedrosian               | 23. ledna 2017 | bude oznámeno | 306       |
| 53           | 7         | Commander Kirbo                           | bude oznámeno | David Kendall        | Kyle Mack                  | 24. ledna 2017 | bude oznámeno | 307       |
| 54           | 8         | Dr. Mac 'n' Cheese's Labyrinth of Horrors | bude oznámeno | David Kendall        | Erin Wagoner               | 25. ledna 2017 | bude oznámeno | 308       |
| 55           | 9         | Closing Time                              | bude oznámeno | Troy Rowland         | Bijan Shams-Pirzadeh       | 26. ledna 2017 | bude oznámeno | 309       |
| 56           | 10        | A Tale of Two Kirbys                      | bude oznámeno | Skot Bright          | Mike Alber a Gabe Snyder   | 30. ledna 2017 | bude oznámeno | 310       |
| 57           | 11        | That Sinking Feeling                      | bude oznámeno | Savage Steve Holland | Ben Glass a Ross Zimmerman | 31. ledna 2017 | bude oznámeno | 311       |
| 58           | 12        | Orbed and Dangerous                       | bude oznámeno | Savage Steve Holland | Kristofor Brown            | 1. února 2017  | bude oznámeno | 312       |
| 59           | 13        | Yep, Still Happening                      | bude oznámeno | Kristofor Brown      | Mike Alber a Gabe Snyder   | 2. února 2017  | bude oznámeno | 313       |